# Yelizaveta Dementyeva
Yelizaveta Dementyeva (em russo:  Елизавета Григорьевна Дементьева, Kostroma, Kostroma, 5 de março de 1928 - 27 de julho de 2022) foi uma velocista russa na modalidade de canoagem.

## Carreira
Foi vencedora da medalha de Ouro em K-1 500 m em Melbourne 1956.